# Lesotho na Letnich Igrzyskach Olimpijskich 2008
Lesotho na Letnich Igrzyskach Olimpijskich 2008 reprezentowało 5 zawodników (4 mężczyzn i 1 kobieta) w 2 dyscyplinach.
Był to dziewiąty start reprezentacji Lesotho na letnich igrzyskach olimpijskich.

## Wyniki reprezentantów Lesotho

### Boks
Mężczyźni
| Emanuel Thabiso Nketu | waga kogucia | Julie P 8-17 | Odpadł z dalszej rywalizacji | Odpadł z dalszej rywalizacji | Odpadł z dalszej rywalizacji | Odpadł z dalszej rywalizacji | Odpadł z dalszej rywalizacji | Odpadł z dalszej rywalizacji |

### Lekkoatletyka
Mężczyźni
| Zawodnik                 | Konkurencja | Finał | Finał   |
| Zawodnik                 | Konkurencja | Wynik | Miejsce |
| ------------------------ | ----------- | ----- | ------- |
| Simon Tsotang Maine      | maraton     |       | DNF     |
| Moses Moeketsi Mosuhli   | maraton     |       | DNF     |
| Clement Mabothile Lebopo | maraton     |       | DNF     |

Kobiety
| Zawodniczka     | Konkurencja | Finał | Finał   |
| Zawodniczka     | Konkurencja | Wynik | Miejsce |
| --------------- | ----------- | ----- | ------- |
| Mamorallo Tjoka | maraton     |       | DNF     |